# Pawlin (Nikolai Leskow)

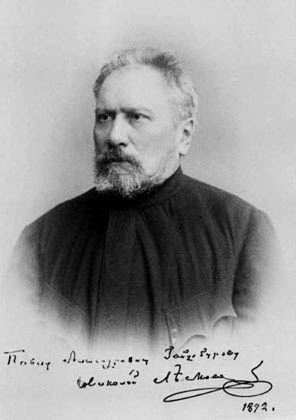
Nikolai Leskow im Jahr 1872

Pawlin (russisch Павлин) ist eine Erzählung des russischen Schriftstellers Nikolai Leskow, die 1874 in der Sankt Petersburger Zeitschrift Niva erschien.

## Inhalt
Der arbeitsame, sparsame und äußerst genügsame Pawlin Petrow Pewunow aus Zarskoje Selo hatte sich und die Seinen sukzessive aus der Leibeigenschaft freigekauft. Er war bei der um die 45-jährigen Anna Lwowna, einer wohlhabenden adligen Tante des Erzählers, in Petersburg als Diener und Hausmeister tätig. 
Inzwischen stand Pawlin allein da. Die drei Verwandten waren sämtlich an der Cholera gestorben. Der Hausmeister, so scheint es, kennt kein Erbarmen, falls einer der Mieter nicht zahlen kann. Selbst im kältesten Winter lässt er dann in der betreffenden Wohnung unverzüglich von zwei Gehilfen die Fenster samt Rahmen herausreißen. Dabei führt Pawlin nur die Anweisungen seiner strengen Herrin aus. Für die Witwe Anna Lwowna ist Mitleid ein Fremdwort.
Als der fünfjährigen adligen Halbwaise Ljubow Andrejewna, genannt Ljuba, in einer dieser Mietwohnungen die Mutter stirbt, nimmt Pawlin die kleine mittellose Waise zu sich und finanziert später ihren Schulunterricht sowie darauf die Berufsausbildung. Als 14-Jährige blüht Ljuba zur Schönheit auf. Pawlin ist 35 Jahre älter als das Mädchen. Ljuba verschmäht als Adlige die schnöde Lehre unter Näherinnen und sucht Schutz bei der hartherzigen Anna Lwowna. Berechnend, wie diese Frau ist, wählt sie Ljuba als Ausführdame für ihren Sohn, den Kornett Woldemar, genannt Dodja, aus. Weil Ljuba nicht einfach so mit dem erwachsenen Dodja unter einem Dach wohnen kann, überredet die eigennützige Anna Lwowna das 16-jährige Mädchen zur Ehe mit Pawlin. Ljuba meidet Pawlin, wo sie nur kann, meidet ihn nicht des Alters wegen, sondern weil er ein Lakai ist. Pawlin erledigt seiner Frau alle Hausarbeit und gibt ihr seine Ersparnisse hin. Denn Dodja, ein einfältiger Tropf, wirft auf Maskenbällen sowie ähnlichen Vergnügungen mit Geld um sich, lässt sich von leichtsinnigen Damen übervorteilen und macht schließlich Schulden. Ljuba liebt Dodja und betrügt Pawlin; wird von Dodja schwanger. Dodja wird in polizeiliche Schuldhaft genommen. Sein Kavallerie-Regiment löst das Problem. Dodja wird hinter den Ural verbannt. Ljuba folgt ihm nach Sibirien. Pawlin quittiert den Dienst, setzt dem Liebespaar nach und zwingt den heiratsunwilligen Petersburger Lebemann Dodja zur Ehe mit Ljuba. Zuvor hat sich Pawlin für tot erklären lassen und sich einen Pass auf den Namen Spiridon Androssow besorgt. Dodja kann das Glücksspiel nicht lassen und kommt in Sibirien nach einer Wirtshausschlägerei um. Darauf geht Ljuba in ein Frauenkloster am Dnepr-Ufer. Pawlin wird Mönch im Kloster Walaam.

## Rezeption
- 1959: Nach Setschkareff[3] wurde der Charakter Pawlins plausibel gezeichnet, hingegen der Ljubas, also ihre Wandlung vom „leeren, genußsüchtigen Gänschen in die Asketin“, sei misslungen. Thematisch gesehen polemisiere Leskow mit seinem Text gegen Tschernyschewskis Roman Was tun?[4] aus dem Jahr 1863.
- 1969: Reißner[5] beobachtet, die Figur des redlichen kleinbürgerlichen Pawlin lebe auch von dem Kontrast zu dem adligen Versager Dodja.
- 1985: Dieckmann[6] bemerkt, Leskow thematisiere die in der zweiten Hälfte des 19. Jahrhunderts in der russischen Großstadt aufkommende Profitgier der Besitzenden. Pawlin werde in diesem Prozess auf seinem Weg vom willfährigen Vollstrecker zum Opfer dargestellt.

## Verfilmung
Auf Grundlage der Novelle erschien 1949 das Spielfilmdrama Tragödie einer Leidenschaft. Das Drehbuch verfasste Emil Burri, die Regie übernahm Kurt Meisel.

### Deutschsprachige Ausgaben
- Pawlin. Deutsch von Hartmut Herboth. S. 526–601 in Eberhard Dieckmann (Hrsg.): Nikolai Leskow: Gesammelte Werke in Einzelbänden. Bd. 3. Der versiegelte Engel. Erzählungen und ein Roman. 795 Seiten. Rütten & Loening, Berlin 1985 (1. Aufl.)

Verwendete Ausgabe:
- Pawlin. Deutsch von Hartmut Herboth. S. 85–163 in Eberhard Reißner (Hrsg.): Nikolai Leskow: Gesammelte Werke in Einzelbänden. Der verzauberte Pilger. 771 Seiten. Rütten & Loening, Berlin 1969 (1. Aufl.)

### Sekundärliteratur
- Vsevolod Setschkareff: N. S. Leskov. Sein Leben und sein Werk. 170 Seiten. Verlag Otto Harrassowitz, Wiesbaden 1959